# گودال خونین وحشت
گودال خونین وحشت (انگلیسی: Bloody Pit of Horror) که با نام جلاد سرخ‌‌پوش (ایتالیایی: Il Boia Scarlatto) هم شناخته می شود، یک فیلم ترسناک گوتیک ایتالیایی است که در سال ۱۹۶۵ منتشر شد.

## گزیدهٔ بازیگران
- میکی هارگیتای[۲]
- والتر براندی
- آلفردو ریتسو
- ناندو آنجلینی
- فمی بنوسی